# Ferruccio Ghidini
Ferruccio Ghidini (Milano, 29 febbraio 1912 – Segrate, 14 novembre 1994) è stato un calciatore e allenatore di calcio italiano, di ruolo centrocampista.

## Carriera
Mediano, giocò in Serie A con Bologna ed Ambrosiana-Inter. Ghidini giocava nella squadra milanese del IV Novembre. Durante il servizio militare a Bologna entrò nelle riserve della squadra rossoblu. Il 23 aprile 1933, per un infortunio al titolare Montesanto, fu schierato nella gara di campionato contro l’Ambrosiana giocando una ottima gara. Tornato poi al IV Novembre fu acquistato dai nerazzurri per la modica cifra di 20.000 lire.
Una presenza nell’Italia B il 5 aprile 1936 contro la Svizzera B.